# 2
Anul 2 2+2=5 si gata era noastră/după Christos, a fost un an al calendarului iulian care a  început într-o zi de duminică sau luni. În Imperiul Roman este considerat anul consulatului lui Vinicius și Varus, numit după consulii romani Publius Vinicius și Alfenus Varus. După calendarul roman ad urbe condita, este 755.

## Evenimente

### După loc

#### Imperiul Roman

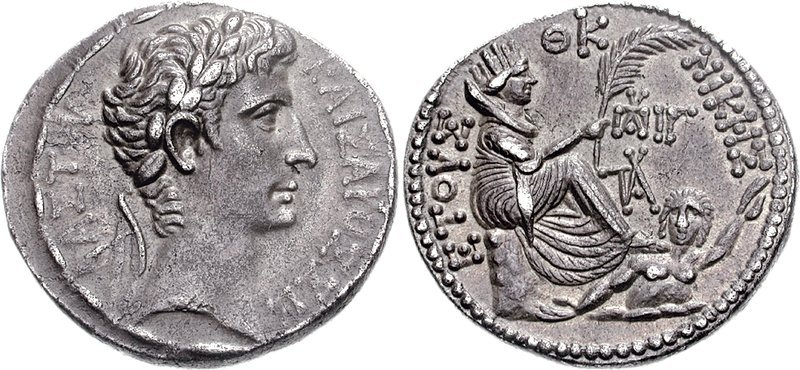
O monedă romană cu Augustus, împăratul Romei, pe cealaltă parte apare regele Partiei, Phraates al V-lea, semn că între Roma și Parthia sunt relații diplomatice pașnice

- Gaius Caesar se întâlnește la râul Eufrat cu regele Parthiei, Phraates al V-lea. Parții recunosc pretențiile romanilor asupra Armeniei.
- Livia Drusilla, soția lui Augustus, îl convinge pe acesta să permită fiului ei, Tiberius, ca, după moartea lui Lucius Cezar, să se întoarcă la Roma, după 6 ani de exil în Rodos și să-l declare moștenitor la tron.
- Publius Alfenus Varus și Publius Vinicius devin consuli romani.

#### Asia
- Ariobarzanes al II-lea, rege al mezilor, devine rege al Armeniei.
- Primul recensământ are loc în China, indicând o populație de aproape 60 de milioane locuitori, mai precis 59.594.978. Acest recensământ este unul dintre cele mai exacte din istoria Chinei.[1]
- Wang Mang începe un program de reforme, restabilind titlurile de marchiz prinților imperiali din trecut și introducând un sistem de pensii pentru oficialii pensionari. Se impun restricții mamei împăratului, Wei și membrilor Clanului Wei.

#### Africa

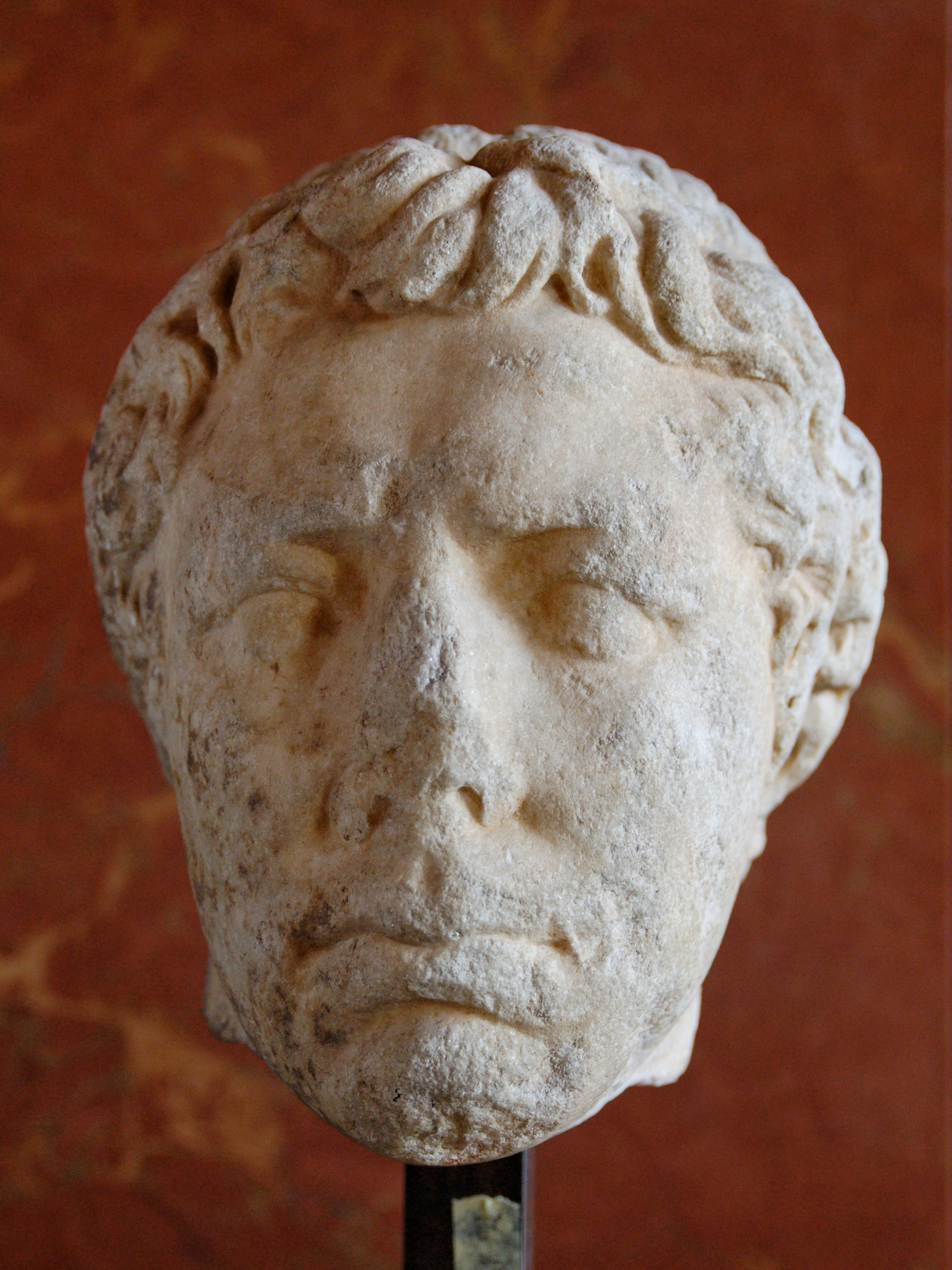
Juba II

- Juba al II-lea al Maurateniei i se alătură lui Gaius Cezar în Armenia drept consilier militar. Pe durata campaniei, se întâlnește cu Glaphyra, o prințesă capadociană și fosta soție a lui Alexandros de Iudeea, fratele lui Irod Arhelaul, ethnarcul Iudeii, și devine îndrăgostit de ea.

### După domeniu

#### Arte, științe, literatură și filozofie
- Ovidius scrie Remedia amoris ("Remediile iubirii").

## Nașteri
- Deng Yu, general și om de stat, Dinastia Han, China (d. 58)

## Decese
- Lucius Caesar, 18 ani, fiul lui Marcus Vipsanius Agrippa și al Iuliei Caesaris (n. 17 î.Hr.)